# 19e cérémonie des British Independent Film Awards
La 19e cérémonie des British Independent Film Awards (BIFA), organisée par le jury du Festival de Raindance, a eu lieu le 4 décembre 2016, et a récompensé les films indépendants sortis dans l'année.

## Palmarès

### Meilleur film
- American Honey

### Meilleur réalisateur
- Andrea Arnold pour American Honey

### Meilleur acteur
- Dave Johns pour Moi, Daniel Blake

### Meilleure actrice
- Sasha Lane pour American Honey

### Meilleur acteur dans un second rôle
- Brett Goldstein pour Adult Life Skills

### Meilleure actrice dans un second rôle
- Avin Manshadi pour Under the Shadow

### Meilleur espoir
- Hayley Squires pour Moi, Daniel Blake

### Meilleur scénario
- Under the Shadow

### Meilleure production
- The Girl with All the Gifts – Camille Gatin

### Meilleur jeune scénariste
- Adult Life Skills  – Rachel Tunnard

### Meilleur documentaire
- Notes on Blindness

### Meilleur court métrage britannique
- Jacked

### Meilleur film indépendant international
- Moonlight  États-Unis

### Douglas HickoxAward
Meilleur premier film.
- Under the Shadow - Babak Anvari

### Discovery Award
- The Greasy Strangler

### Richard Harris Award
- Alison Steadman

### Variety Award
- Naomy Harris